# Damvant
Damvant est une localité et une ancienne commune suisse du canton du Jura, située dans le district de Porrentruy. C'est un village frontalier, situé entre Villars-lès-Blamont en France et Réclère en Suisse.
La commune a fusionné le 1er janvier 2009 avec Chevenez, Réclère et Roche-d'Or pour former la commune de Haute-Ajoie.

## Monuments et curiosités
- L'église paroissiale Saint-Germain est un bâtiment à nef unique et clocher frontal datant de 1747. Les autels latéraux de 1775 et la chaire sont en style rococo, le maître-autel néo-classique[1].

- Oratoire Notre-Dame du Perchet, situé à l'orée de la forêt[2].

- Mémorial du Capitainel Jules Schaffner, situé au Perchet, inauguré le 21 octobre 1945 [3].
« À la mémoire du cap. JULES SCHAFFNER frappé d'une balle le 15 novembre 1944, alors qu'il accomplissait une mission de contrôle à l'extrême frontière pendant l'attaque de la 1ère Armée Française »

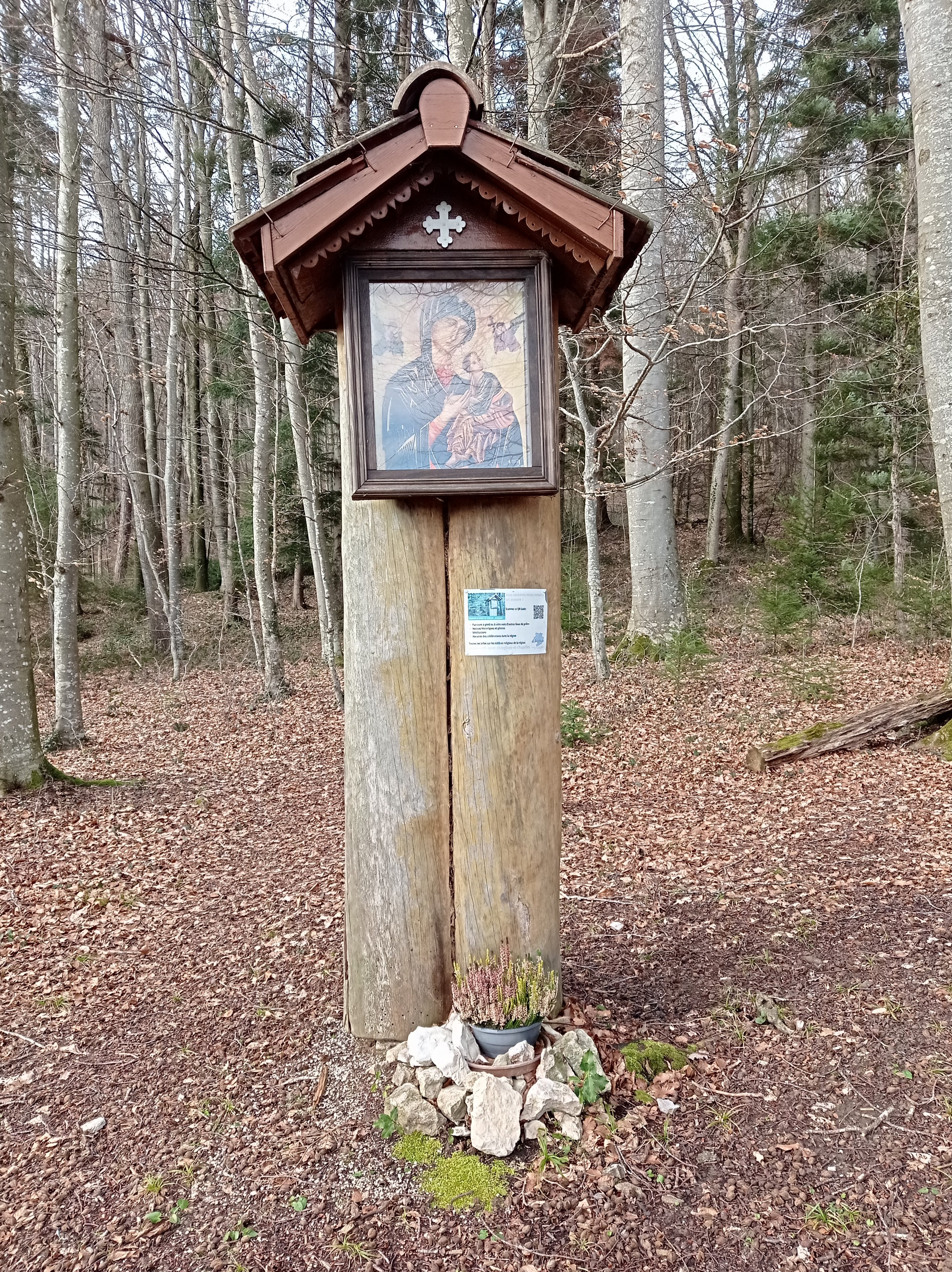
Notre-Dame du Perchet
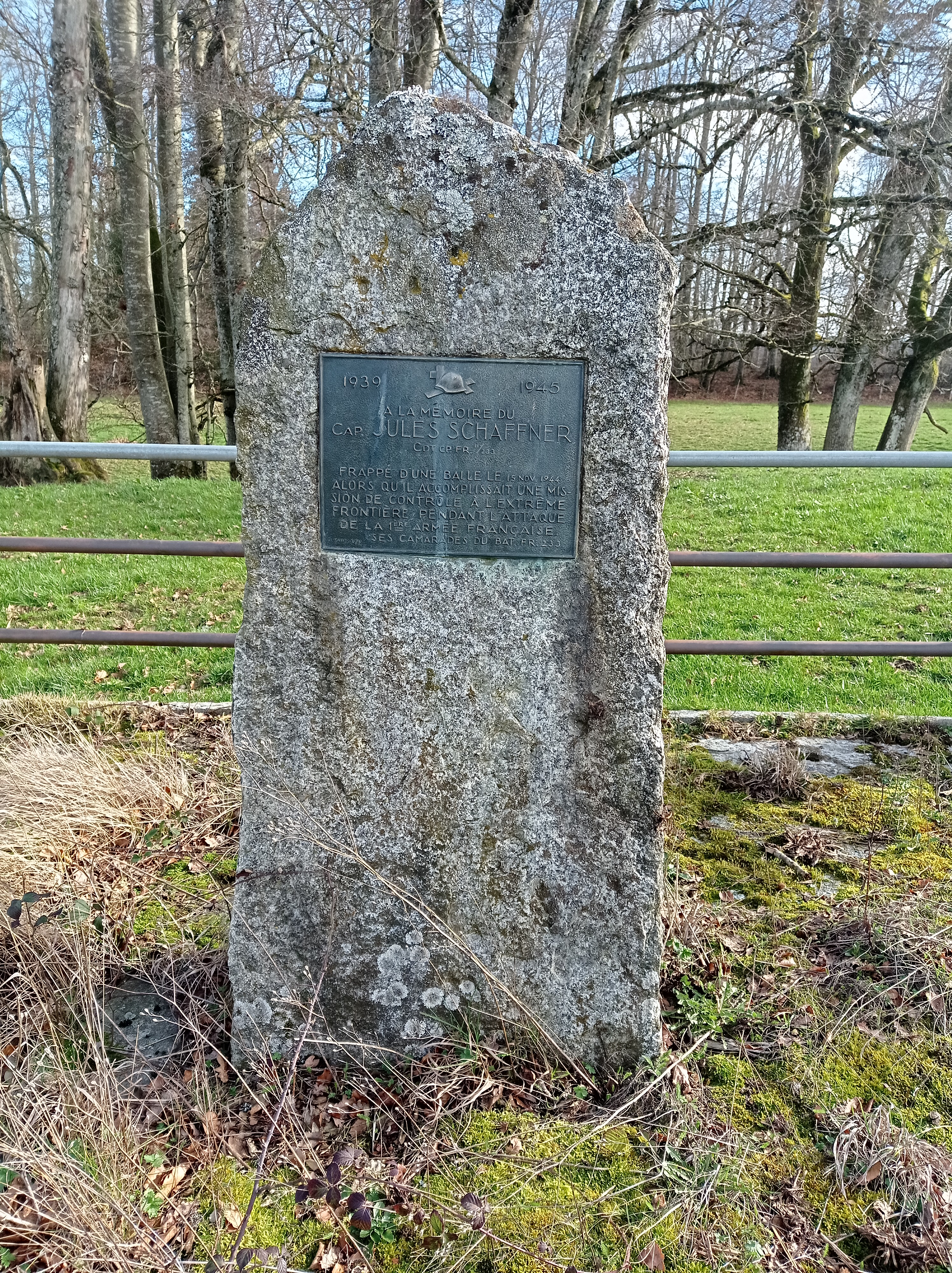
Mémorial du Capitaine Jules Schaffner.
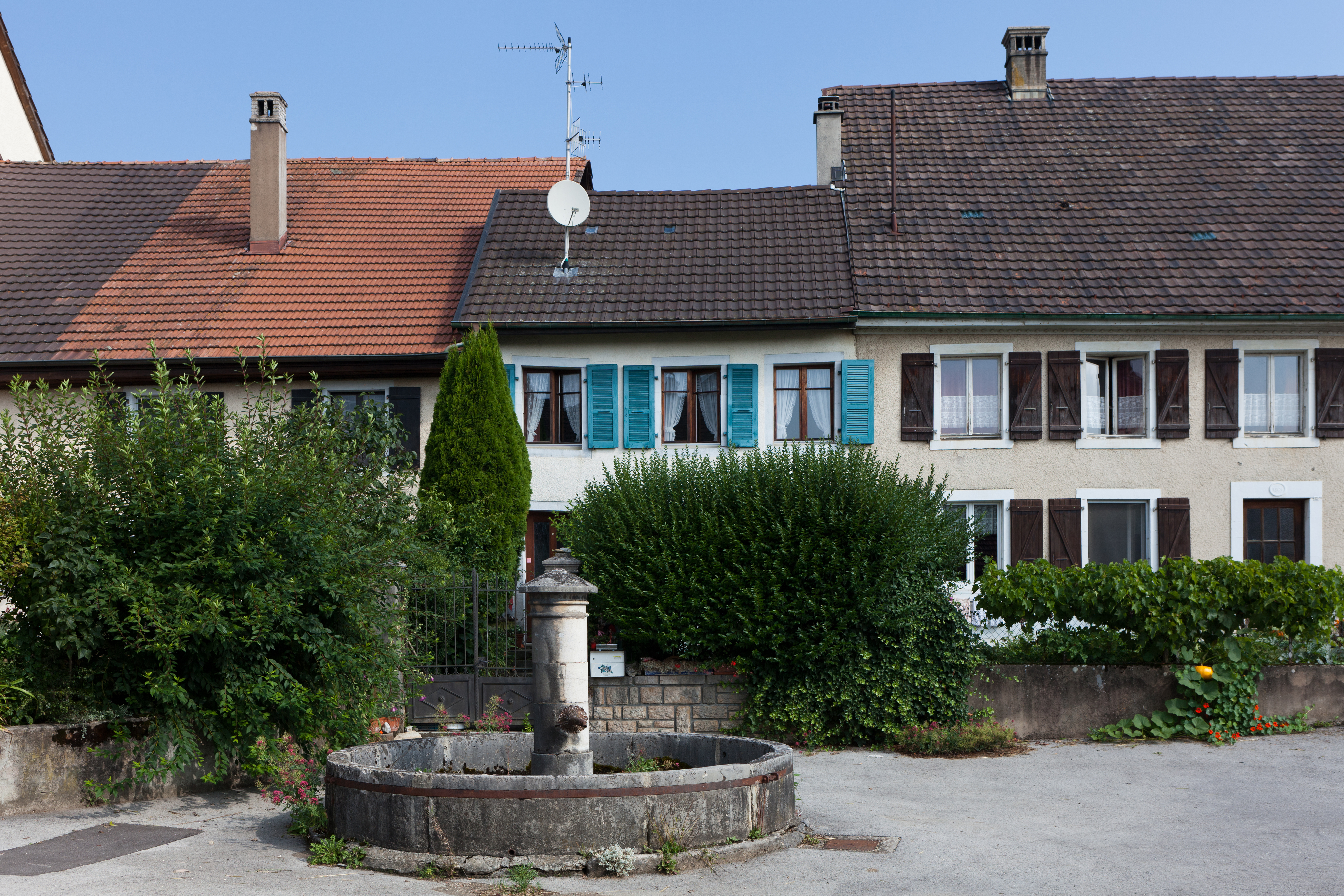
Fontaine à Damvant.